# Neoclytus horridus
Neoclytus horridus là một loài bọ cánh cứng trong họ Cerambycidae.